# 546. п. н. е.

## Смрти
- Анаксимандар, грчки филозоф. (* 610. п. н. е.)